# Douglas Shire
Koordinaten: 16° 26′ S, 145° 23′ O

Douglas Shire ist ein lokales Verwaltungsgebiet (LGA) im australischen Bundesstaat Queensland. Das Gebiet ist 2428 km² groß und hat etwa 12.000 Einwohner.

## Geografie
Die Region liegt im Far North an der Ostküste des Staats etwa 1450 km nördlich der Hauptstadt Brisbane.
Der Verwaltungssitz der LGA befindet sich in Mossman mit etwa 1750 Einwohnern. Zur Region gehören folgende 37 Stadtteile und Ortschaften: Bamboo, Bonnie Doon, Cape Tribulation, Cassowary, Cooya Beach, Cow Bay, Craiglie, Dagmar, Daintree, Lower Daintree, Dedin, Degarra, Diwan, Finlay Vale, Forest Creek, Killaloe, Kimberley, Low Isles, Miallo, Mossman, Mossman Gorge, Mowbray, Newell, Noah, Oak Beach, Port Douglas, Rocky Point, Shannonvale, Spurgeon, Stewart Creek Valley, Syndicate, Thornton Beach, Upper Daintree, Wangetti, Whyanbeel, Wonga Beach und ein Teil von Bloomfield. 

## Geschichte
Port Douglas wurde 1877 erschlossen und zwei Jahre später zu einer Local Government Division. Die Ortschaft selbst verlor im Lauf der Jahre an Bedeutung, weil das nahe gelegene Cairns die bessere Verkehrsanbindung hatte und Mossman im Landesinneren zum Zentrum von Zuckerrohranbau und -verarbeitung wurde. In den 1920er Jahren zog die Verwaltung des Shires nach Mossman um.
2008 wurde im Zuge einer Gebietsreform das Douglas Shire mit der City of Cairns vereinigt, nach einer Volksabstimmung wurde das Shire aber 2014 in seiner vorherigen Form wiederhergestellt.

## Verwaltung
Der Douglas Shire Council hat fünf Mitglieder. Vier Councillor und der Ratsvorsitzende und Mayor (Bürgermeister) werden von allen Bewohnern des Shires gewählt. Das Gebiet ist nicht in Bezirke untergliedert.